# Navy Distinguished Service Medal
Bei der Navy Distinguished Service Medal handelt es sich um die zweithöchste Auszeichnung der United States Navy und des United States Marine Corps. Die 1919 entstandene Navy Distinguished Service Medal ist äquivalent zu der Distinguished Service Medal der US Army und der Distinguished Service Medal der US Air Force. Sie steht in der Rangfolge der amerikanischen Militärauszeichnungen Pyramid of Honor hinter der Medal of Honor und dem Navy Cross.

## Geschichte
Die Navy Distinguished Service Medal war ursprünglich nach der Medal of Honor die höchste Auszeichnung der US Navy und die zweithöchste der US-amerikanischen Streitkräfte, bis sie im August 1943 per Beschluss des Kongresses hinter das Navy Cross eingereiht wurde. 
Diese Verdienstauszeichnung erhalten ausschließlich Mitglieder der Marine und des Marine Corps, die sich gegenüber der US-Regierung mit außergewöhnlichen Leistungen, in einer mit sehr hoher Verantwortung verbundenen Position bewährt haben. Die Navy DSM wird somit hauptsächlich an hochrangige Offiziere (z. B. Admiräle, Generäle) vergeben. Dennoch kann die Auszeichnung auch an Unteroffiziere verliehen werden, sofern sie sich derart ausgezeichnet haben und innerhalb ihrer Laufbahn einen höheren Rang innehaben (z. B. Master Chief Petty Officer of the Navy). In seltenen Fällen erhielten auch Captains als Kommandeure von Schiffen und Oberste das DSM.
Ein Soldat kann mehrfach mit der Navy Distinguished Service Medal ausgezeichnet werden. Dies wird an der Bandschnalle mit goldenen und silbernen 5/16-Zoll-Sternen gekennzeichnet.
Ergänzungen der Navy Distinguished Service Medal stellen Goldsterne dar. 
Brigadier General Charles A. Doyen, US Marine Corps, gilt als erster Empfänger dieser Auszeichnung. Sie wurde ihm posthum am 13. März 1919 verliehen.